# خوليو سيزار كوردوفا مارتينيز
خوليو سيزار كوردوفا مارتينيز (بالإسبانية: Julio César Córdova Martínez)‏ هو سياسي مكسيكي، ولد في 23 مارس 1963 في المكسيك. حزبياً، نشط في الحزب الثوري المؤسساتي. وقد انتخب عضو مجلس النواب المكسيك.